# Символы по уходу за текстильными изделиями

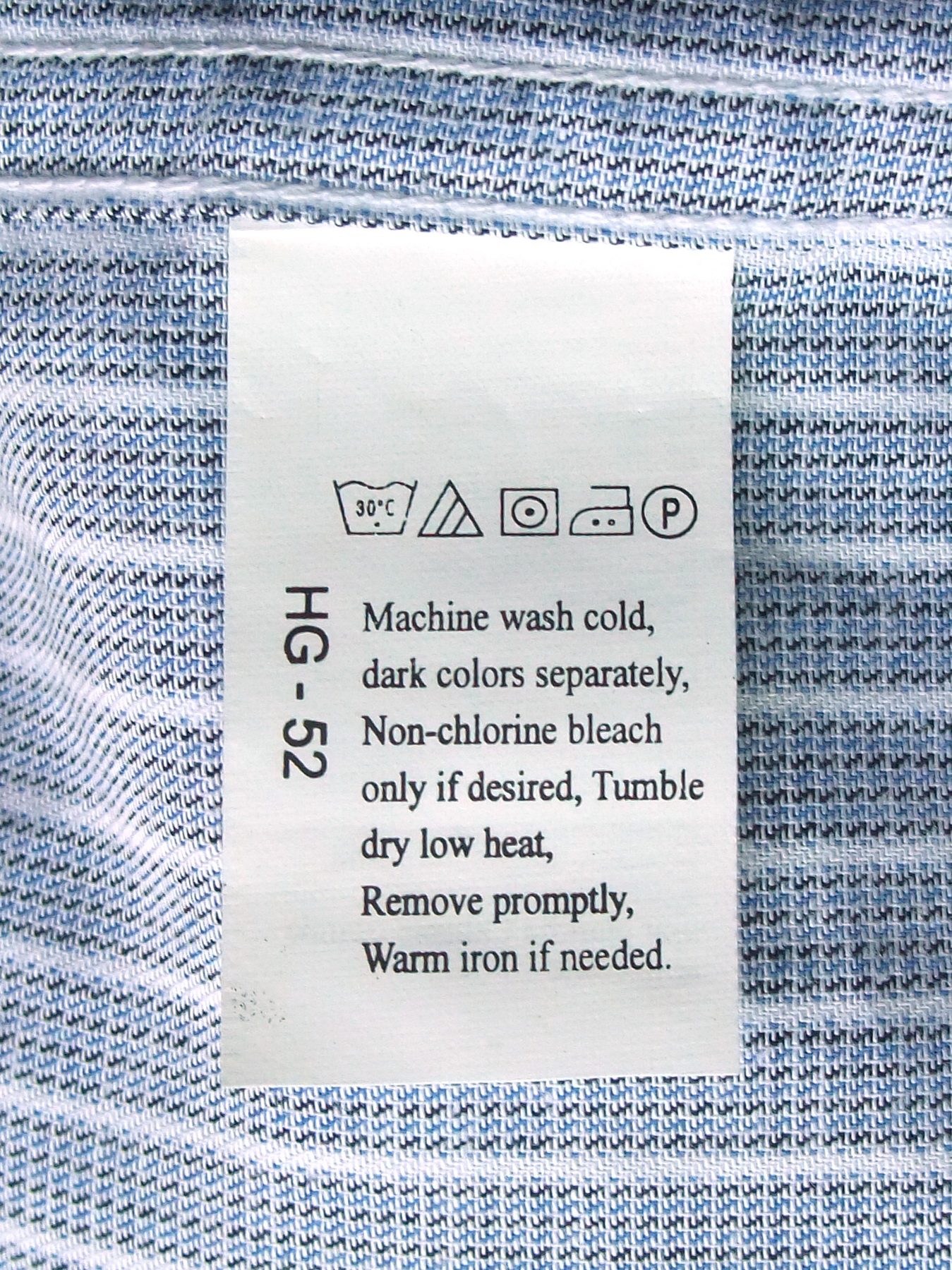
Пример ярлыка с символами по уходу на швейном изделии

Символы по уходу за текстильными изделиями используются для маркировки изделий (одежды и других) из текстильных материалов. Эти символы определяют правила обработки изделий для их правильной эксплуатации потребителями, предотвращения преждевременного износа и порчи.
В настоящее время, эти символы устанавливаются международным стандартом ISO 3758:2012 «Textiles — Care labelling code using symbols». Действующий на территории России аналог этого стандарта — ГОСТ ISO 3758-2014 «Изделия текстильные. Маркировка символами по уходу».
Существуют базовые символы, например: сушка, отбеливание, стирка, глажка, — а также некоторые дополнительные знаки. Символы располагаются на изделии на пришитом к нему специальном ярлыке. Место расположения ярлыка с символами по уходу, волокнистым составом ткани и другой возможной информацией, регламентируется ГОСТом 10581-91 «Изделия швейные. Маркировка, упаковка, транспортирование и хранение».

## Символы операций
| Базовые символы | Базовые символы          |
| --------------- | ------------------------ |
|                 | Стирка                   |
|                 | Сушка                    |
|                 | Глажка                   |
|                 | Отбеливание              |
|                 | Профессиональная очистка |

| Дополнительные знаки | Дополнительные знаки            |
| -------------------- | ------------------------------- |
|                      | Деликатный режим операции       |
|                      | Особо деликатный режим операции |
|                      | Запрет операции                 |

### Стирка
Число на символе означает предельно допустимую температуру воды для стирки.
Одна горизонтальная черта внизу символа означает деликатные условия стирки. Количество белья в стиральной машине не должно превышать примерно 2/3 от максимально допустимого значения, сила механического воздействия (кручения) машины должно быть уменьшено. Отжимать в машине на уменьшенных количестве оборотов в минуту и продолжительности отжима. Вручную отжимать аккуратно.

Две горизонтальные черты внизу символа означают особо деликатные условия стирки. Количество белья в машине не должно превышать примерно 1/3 от максимально допустимого значения, сила механического воздействия (кручения) машины должно быть значительно снижено. Отжимать в машине на значительно уменьшенных количестве оборотов в минуту и продолжительности отжима. Вручную отжимать очень аккуратно, без перекручивания, либо не отжимать.
|    | Обычная стирка при температуре воды до 95 °C (допускается кипячение)                                   |
|    | Обычная стирка при температуре воды до 60 °C                                                           |
|    | Обычная стирка при температуре воды до 30 °C                                                           |
| 40 | Деликатная стирка при температуре воды до 30 °C                                                        |
|    | Особо деликатная стирка при температуре воды до 30 °C                                                  |
|    | Ручная стирка при температуре воды до 40 °C. Изделие не тереть. Отжимать аккуратно, без перекручивания |
|    | Стирка запрещена                                                                                       |

### Сушка
| Естественная сушка                                  | Естественная сушка |
| --------------------------------------------------- | --- |
| Обычная сушка                                       | |
|                                                     | Сушка в вертикальном положении |
|                                                     | Сушка без отжима в вертикальном положении                                                                                         |
|                                                     | Сушка на горизонтальной плоскости в расправленном состоянии                                                                       |
|                                                     | Сушка без отжима на горизонтальной плоскости в расправленном состоянии                                                            |
| Сушка в тени (без попадания прямых солнечных лучей) | |
|                                                     | Сушка в вертикальном положении в тени                                                                                             |
|                                                     | Сушка без отжима в вертикальном положении в тени                                                                                  |
|                                                     | Сушка на горизонтальной плоскости в расправленном состоянии в тени                                                                |
|                                                     | Сушка без отжима на горизонтальной плоскости в расправленном состоянии в тени                                                     |
| Упразднённые символы                                | |
|                                                     | Сушка в вертикальном положении |
|                                                     | Сушка без отжима в вертикальном положении                                                                                         |
|                                                     | Сушка в тени |
| Сушка в сушильной машине барабанного типа           | |
|                                                     | Обычная барабанная сушка при температуре 80 °C                                                                                    |
|                                                     | Деликатная барабанная сушка при пониженной температуре 60 °C, уменьшенных продолжительности сушки и количестве загруженного белья |
|                                                     | Барабанная сушка запрещена |

### Глажка
|  | Глажка при температуре подошвы утюга до 200 °C — соответствует символу в виде трёх точек на терморегуляторе утюга                                                                                    |
|  | Глажка при температуре подошвы утюга до 150 °C — соответствует символу в виде двух точек на терморегуляторе утюга                                                                                    |
|  | Глажка при температуре подошвы утюга до 110 °C — соответствует символу в виде одной точки на терморегуляторе утюга. Глажение с паром может вызвать необратимые повреждения обрабатываемого материала |
|  | Глажка запрещена |

### Отбеливание
|  | Отбеливание разрешено любыми окисляющими отбеливателями                            |
|  | Отбеливание разрешено только кислородсодержащими/нехлорными отбеливателями         |
|  | Отбеливание запрещено                                                              |
|  | Отбеливание разрешено хлорсодержащими отбеливателями. Неиспользуемый больше символ |

### Профессиональная чистка
Профессиональная чистка подразделяется на сухую (химчистка) и мокрую (аквачистка), и осуществляется только в условиях специализированных предприятий бытового обслуживания населения.
Стирка в прачечной не является заменой аквачистки.
Буквы на символах означают (англ.):
- «P» — Perchloroethylene, перхлорэтилен (тетрахлорэтилен).
- «F» — Flammable, легковоспламеняющийся.
- «A» — Any, любой.
- «W» — Wet, влажный.

Одна горизонтальная черта внизу символа означает деликатные условия чистки. Используется ограничение влажности, температуры и(или) механического воздействия.

Две горизонтальных черты внизу символа означают особо деликатные условия чистки. Используется значительное ограничение влажности, температуры и(или) механического воздействия.
| Сухая профессиональная чистка (химчистка)   | Сухая профессиональная чистка (химчистка) |
| ------------------------------------------- | --- |
|                                             | Обычная сухая чистка с использованием тетрахлорэтилена и всех растворителей, перечисленных для символа «F»                                                                                         |
|                                             | Деликатная сухая чистка для символа «P» |
|                                             | Обычная сухая чистка с использованием углеводородов, температура кипения (дистилляции, перегонки) которых составляет 150—210 °C, а температура воспламенения — 38—60 °C (например, тяжёлый бензин) |
|                                             | Деликатная сухая чистка для символа «F» |
|                                             | Сухая чистка запрещена |
|                                             | Сухая чистка допускается любыми растворителями. Неиспользуемый больше символ |
| Мокрая профессиональная чистка (аквачистка) | |
|                                             | Обычная мокрая чистка |
|                                             | Деликатная мокрая чистка |
|                                             | Особо деликатная мокрая чистка |
|                                             | Мокрая чистка запрещена |